# Arthur Umbgrove
Arthur Umbgrove (Vught, 26 april 1964) is een Nederlands schrijver en cabaretier.
Umbgrove is een telg uit de in het genealogische naslagwerk Nederland's Patriciaat opgenomen geslacht Umbgrove. Hij is een zoon van de bedrijfsjurist mr. Gerhard Jan Willem Umbgrove (1933) en kunstschilderes Anneke Kitty Ada de Graaff (1934), en een kleinzoon van de geoloog prof. dr. Jan Umbgrove (1899-1954).
In 1983 vertrok Umbgrove naar Groningen om Nederlandse Taal en Letterkunde aan de Rijksuniversiteit Groningen (RuG) te studeren. Tijdens zijn studententijd was hij lid van Groninger Studenten Corps 'Vindicat Atque Polit', waar hij onder andere de bestuursfunctie van Pro-Rector vervulde. Gedurende zijn studententijd won hij ook het tweede Groninger Studenten Cabaret Festival, in 1988. Een jaar later werd hij gevraagd voor de dan nog op te richten groep Comedytrain. Hij had geen idee wat standupcomedy was, maar had toch niets te doen sinds hij afgestudeerd was en was allang blij dat hij 'werk' had. Van 1990 tot 1994 was hij vaste kracht bij Comedytrain. Ook trad hij een aantal keren op in Amerikaanse comedyclubs.
In september 1994 maakte Umbgrove, samen met pianist Alberto Klein Goldewijk, zijn eerste avondvullende cabaretprogramma: Een tekkel met de stok. Hierin combineerde hij liedjes met stand-up. In de programma's daarna werd muziek steeds belangrijker. Tijdens de try-outs van zijn derde programma werd hij benaderd om een plaat te maken. In 1998 kwam zijn debuut-cd Twee straten verder uit (Sony Music). De plaat werd genomineerd voor een Edison, de single Contract werd de Radio 3 FM-megahit en stond in alle hitlijsten. In de jaren daarna volgden het album 100 helden en Achterste brug ("Een hoogtepunt in het genre", de Volkskrant). Na acht jaar toeren besloot hij een tijdje te stoppen en begon hij met het schrijven aan een boek.
In januari 2006 speelde Umbgrove enkele voorstellingen onder de titel Terug naar de Middeleeuwen met behoud van sanitair ter voorbereiding op zijn nieuwe cd. In april 2006 kwam zijn debuutroman Midden op de weg, zo hard mogelijk uit (uitgeverij Contact), die gaat over een kleinzoon die de sporen volgt van zijn grootvader die spion was in de Tweede Wereldoorlog. Het boek werd genomineerd voor de Anton Wachter-prijs, de Selexyz-debuutsprijs en werd bekroond met de LIBRA-debutantenprijs.
In april 2007 verscheen Umbgroves vierde cd, Vlak voordat.
Zijn tweede roman De hartslag van de aarde (uitgeverij Contact) verscheen in november 2008. Deze keer gaat het verhaal over Umbgroves andere grootvader, de geoloog Jan Umbgrove.
Direct na verschijnen van De hartslag van de aarde begon Umbgrove met het maken van zijn vijfde cd, waarvan de teksten gebaseerd zijn op verhalen van kinderen die in het Emma Kinderziekenhuis AMC liggen. Gedurende twee maanden liep hij er regelmatig rond en sprak met artsen, ouders en kinderen. Op Stilte opname werkte hij voor het eerst samen met zangeres Birgit Schuurman. De cd verscheen in 2009. De Volkskrant schreef: ‘Een album dat je naar de strot grijpt.’ Een aantal liedjes van Stilte opname werd gebruikt in de theatervoorstelling Achtste–groepers huilen niet naar het kinderboek van Jacques Vriens. De voorstelling werd bekroond met de Musicalworld Award 2011 voor Beste jeugdvoorstelling.
In maart 2012 verscheen Umbgroves derde roman, Hotel Sofia, over vier vrienden die elkaar kennen uit hun studententijd in Groningen. Een van de vrienden vertrekt plotseling en duikt achtentwintig jaar later weer op in Italïe. Het boek werd door het Belgische Knack tot een de vijf beste Nederlandstalige romans van 2012 gerekend.
In 2013 schreef Umbgrove, samen met Klein Goldewijk, de muziek voor de theatervoorstelling Oorlogsgeheimen, wederom gebaseerd op een kinderboek van Jacques Vriens. In dat jaar nam hij, samen met gezelschap Goeroes zonder grenzen, ook deel aan de  LULverhalen in verschillende theaters in Nederland. In maart 2013 maakte Umbgrove de overstap naar uitgeverij Querido. In datzelfde jaar schreef hij de muziek voor de theatervoorstelling Brammetje Baas, gebaseerd op het gelijknamige boek van Tamara Bos. 
Hij is jarenlang voorzitter van Comedytrain en is tot op de dag van vandaag artistiek leider bij de Speld Live.  
In 2015 verscheen zijn roman Paradise Village over een opgejaagde bankdirecteur die het land uitvlucht nadat zijn bank gered moet worden door de staat. Samen met zijn zoontje van elf reist de bankier door Amerika, op de vlucht voor alle ophef die is ontstaan over de bonus die hij kreeg. Vier maanden na verschijnen zijn de filmrechten voor het boek verkocht. Van november 2015 tot 2021 was hij columnist bij het NPO-radio 1 programma De NieuwsBV.
In september 2017 verscheen zijn roman Wat we weten, over de vluchtelingenkwestie. Wat we weten vertelt het verhaal van drie Syrische broers in Nederland, maar ook van een schrijver die probeert een boek te schrijven over vluchtelingen en die steeds wanhopiger op zoek is naar houvast. Daarnaast is het het verhaal van een vreemdelingenrechter die in gedachten bezig is met de inrichting van haar nieuwe huis, en van een buschauffeur wiens volwassen dochter bij hem inwoont omdat ze op een wachtlijst staat voor een woning. Steeds worden de hoofdpersonen geconfronteerd met de vraag die het zo moeilijk maakt een standpunt in te nemen: wat weten we?
De wederafbouw van de satire kwam in juni 2021 uit: De censuur is terug. Sinds de aanslagen op Theo van Gogh en Charlie Hebdois er geen cabaretier meer die een grap durft te maken over de profeet Mohammed, omdat iedereen weet dat er altijd wel een labiele geest rondloopt die martelaarschap verwart met rechtvaardigheid. Daarnaast voelen steeds meer mensen zich gediscrimineerd of gekwetst en eisen zij het recht op niet geridiculiseerd te worden. Zo wordt humor langzaam maar zeker naar de randen van de samenleving geduwd. Satire en haar instrument humor moeten gevrijwaard worden van elke vorm van censuur, schrijft Arthur Umbgrove in zijn vlammende en bevlogen pamflet, want vrijheid schept humor en humor schept vrijheid.
In oktober 2022 kwam zijn boek Met de prins op reis uit. Zowel een betoverende als op feiten gebaseerde roman over een aandoenlijke observator als een in alle opzichten verbazingwekkend reisverslag. Geschreven aan de hand van het archief van de particulier secretaris van Prins Bernhard, zijn oudoom, waarin Umbgrove een aantal brisante documenten vond. Hij reist naar Argentinië om de sporen van zijn oudoom te volgen. Heeft de particulier secretaris een diplomatieke rel op wereldschaal weten te voorkomen? En hoe bood hij weerstand tegen het losbandige leven van de prins en zijn entourage tijdens de reis?

## Albumdiscografie
- twee straten verder	-	s.m.a.r.t.	-	489 860 2	-	1998	-	album
- 100 helden	-	s.m.a.r.t.	-	498 367 2	-	2001	-	album
- achterste brug	-	artzeck	-	CTC 299045	-	2002	-	album
- vlak voordat	-	artzeck	-	7300109	-	2007	-	album
- stilte opname  -     artzeck     -      851234     -      2009        album

- Gemeinsame Normdatei: 173885470
- International Standard Name Identifier: 0000 0003 7191 9885
- Library of Congress Control Number: no2015124145
- MusicBrainz: 7e9dc577-9229-47bf-969a-45faa2e9397c
- Nederlandse Thesaurus van Auteursnamen: 292806930
- Virtual International Authority File: 209337120
- WorldCat: E39PBJkMKPfW9CdkhR4w7tjpyd